# Aschaffenburg Süd
Aschaffenburg Süd – stacja kolejowa w Aschaffenburgu, w kraju związkowym Bawaria, w Niemczech. Znajduje się tu 1 peron.